# 天主教拉韦纳-切尔维亚总教区
天主教拉韦纳-切尔维亚总教区是罗马天主教在意大利北部艾米利亚-罗马涅大区东部设立的一个教区，拉韦纳-切尔维亚教省的中心 主教座堂设在 拉韦纳的我主复活主教座堂，以及切尔维亚的圣伯多禄主教座堂。
拉韦纳总教区和切尔维亚教区合并于1947年。